# Бросок гадюки
«Бросок гадюки» (англ. Striking Vipers) — первый эпизод пятого сезона телесериала-антологии «Чёрное зеркало». Сценарий к эпизоду написал Чарли Брукер, а режиссёром стал Оуэн Харрис. Премьера эпизода состоялась на Netflix 5 июня 2019 года.
В этом эпизоде отец и муж Дэнни (Энтони Маки) начинает заниматься виртуальным сексом со своим другом Карлом (Яхья Абдул-Матин II) внутри боевой игры.

## Сюжет
27-летний Дэнни и его девушка Тео (Николь Бехари) идут в бар и притворяются незнакомцами. После секса с ней он играет в файтинг-игру «Бросок гадюки» вместе со своим другом Карлом. 11 лет спустя Дэнни устраивает барбекю у себя дома с Тео, которая стала его женой. Вместе они воспитывают трёхлетнего ребёнка. Он потерял контакт с Карлом, который состоит в отношениях с женщиной по имени Мариэлла (Фола Эванс-Акингбола). Карл приходит на вечеринку и дарит Дэнни подарок на день рождения диск с игрой в виртуальной реальности «Бросок гадюки X» вместе с устройством, необходимым для запуска игры.
Они начинают играть: Карл выбирает персонажа Роксетт (Пом Клементьефф), а Дэнни выбирает Лэнса (Луди Лин). При входе в игру их тела остаются неподвижными на их диванах. Дэнни привыкает к своему новому телу Лэнса, и они начинают первый раунд игры, где Карл использует особые силы своего персонажа против Дэнни. Дэнни чувствует настоящую боль, когда его персонажа ранят, хотя травмы сразу исчезают в конце раунда. После игры персонажи Карла и Дэнни падают друг на друга, сплетаясь телами, и целуются. Несколько секунд спустя Дэнни ретируется, выходя из игры.
В течение следующих нескольких недель Дэнни и Карл занимаются сексом друг с другом в игре в качестве персонажей Лэнса и Роксетт. Тео начинает замечать изменения в её отношениях с Дэнни, так как он перестаёт хотеть заниматься с ней сексом, несмотря на совместный план зачать ещё одного ребёнка. В годовщину их свадьбы, о которой Дэнни забыл, Тео ведёт его на ужин и говорит с ним об увеличивающейся дистанции в их отношениях, она спрашивает его, происходит ли что-нибудь. Дэнни убеждает её в обратном. Позже той ночью он запирает игру у себя в шкафу. Карл продолжает отправлять сообщения Дэнни, пока он в конце концов не отвечает на его телефонный звонок, говоря, что их отношения в игре должны прекратиться. Карл отрицает то, что это является супружеской неверностью, но Дэнни говорит, что они оба знают, что это неправильно.
Семь месяцев спустя у Дэнни день рождения и Тео приглашает Карла на ужин в качестве сюрприза. Когда Тео выходит из комнаты, Карл рассказывает, как он пытался заниматься сексом в игре с автоматическими персонажами и с другими игроками; он говорит, что ничто не может воссоздать чувство секса в игре именно с Дэнни. Они оба входят в игру и снова занимаются сексом. Дэнни просит его встретиться с ним в реальной жизни; они целуются в своих нормальных телах, чтобы понять, есть ли какая-то связь между ними, но ни один из них ничего не чувствует. Как только Дэнни говорит, что они должны прекратить свою деятельность, Карл злится и они начинают драться. Проезжающие мимо полицейские замечают потасовку, и их арестовывают.
На следующий день Тео забирает Дэнни из полицейского участка. По дороге домой она расстроена, в то время как Дэнни молчит. В финальной сцене показывают день рождения Дэнни. Из последующих событий можно понять, что Дэнни в тот день рассказал Тео всю правду: теперь у него с женой есть договорённость, что Дэнни может играть в «Бросок гадюки X» и заниматься виртуальным сексом с Карлом в свой день рождения, в то время как Тео может пойти в бар и встретиться с незнакомцем.

## Производство

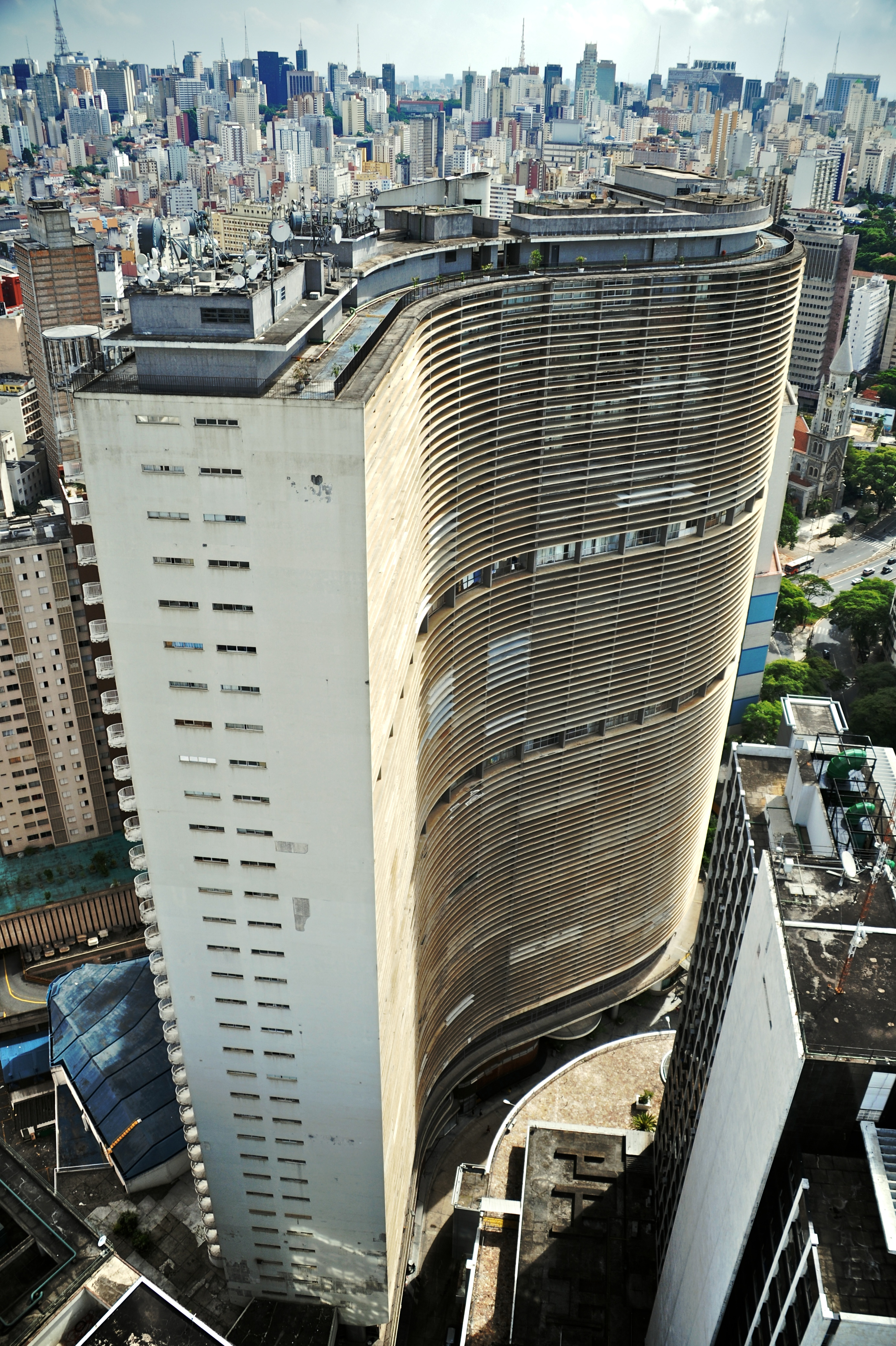
Заключительный кадр боя Лэнса и Роксетт был снят на крыше Копана, одного из нескольких мест съёмок в Сан-Паулу, Бразилии, использованных в эпизоде.

Пятый сезон «Чёрного зеркала» был выпущен 5 июня 2019 года на Netflix. Производство началось с «Брандашмыга», интерактивного фильма, который вырос в объёме до такой степени, что было решено отделить его от основного сериала и выпустить как отдельный фильм. Премьера фильма состоялась 28 декабря 2018 года. Хотя предыдущие сезоны программы, выпущенные под руководством Netflix, состояли из шести эпизодов, пятый сезон состоит из трёх эпизодов, поскольку создатель сериала Чарли Брукер посчитал это предпочтительным, чтобы не заставлять зрителей дольше ждать следующего сезона. «Бросок гадюки» был снят до производства «Брандашмыга», причём большая часть съёмок происходила в Сан-Паулу, Бразилия. Netflix выпустил трейлер пятого сезона 15 мая 2019 года и индивидуальный трейлер для «Броска Гадюки» 21 мая 2019 года.
Сценарий к эпизоду был написан Брукером. В интервью Брукер описал его как «пронзительную и горько-сладкую драму», в которой есть «присущий ей юмор». Брукер сначала задумал эпизод с виртуальным романом между двумя незнакомцами. Он был вдохновлён боевыми играми, такими как «Tekken», при этом Брукер отметил, что персонажи игры «невероятно гиперсексуализированы». В 1990-х годах он регулярно играл в «Tekken» со своими соседями по квартире и считал этот опыт «гомоэротическим» и «странно примитивным». Эпизод также появился из отдельной идеи, которую придумал Брукер, где командное упражнение для офиса заставило сотрудников войти в мир виртуальной реальности с рандомизированными аватарами, чтобы люди, находящиеся там, не знали, кто стоит за аватаром, и наблюдали, как из этого вырастали определённые отношения.
Комментируя концовку, Брукер назвал её «прагматически романтичной». Он высказал мнение, что договорённость между Дэнни и Тео о том, что они «однажды позволят себе предаться своим эгоистичным фантазиям», является улучшением их отношений до этого, когда Дэнни скрывает от неё информацию и не обсуждает свои «желания и потребности». Он отмечает, что персонаж Карла является «довольно одиноким», поскольку он проводит своё время в ожидании этого одного дня в году, и что ситуация может ухудшиться, если Тео влюбится в человека в баре.
«Бросок гадюки» стал третьим эпизодом «Чёрного зеркала», снятым Оуэном Харрисом, который до этого снял эпизод второго сезона «Я скоро вернусь» и эпизод третьего сезона «Сан-Джуниперо». Эд Пауэр из «The Telegraph» отметил, что эти три эпизода можно рассматривать как «любовную трилогию „Чёрного зеркала“» из-за общей темы каждого эпизода, которой является «романтика в мире, где компьютеры позволяют нам выходить за пределы физических границ». В эпизоде снялись Энтони Маки в роли Дэнни, Яхья Абдул-Матин II в роли Карла и Николь Бехари в роли Тео. Эпизод был снят в Сан-Паулу, Бразилия.
Исполнительный продюсер Аннабель Джонс заявила, что эпизод задаёт вопрос: «Когда порно станет настолько сложным, что это на самом деле будет супружеской изменой, а не просто отвлечением?» Она похвалила Маки и Абдул-Матина за их «деликатность» в изучении этой темы. Джонс прокомментировала, что Маки играл взрослого персонажа с меньшей «мужественностью и телесностью» по сравнению с другими его актёрскими ролями. Бехари была фанаткой сериала ещё до того, как она получила роль Тео.

## Реакция
Фиона Стёрджес из «The Independent» дала эпизоду четыре звезды из пяти. Стёрджес вкратце охарактеризовала темы эпизода как «верность, семья, воплощение фантазий» и любовный треугольник. Она похвалила эпизод за тонкое изображение брака и родительских обязанностей, добавив, что эпизод «отличается своим медитативным тоном и повседневными заботами».
Эд Пауэр из «The Telegraph» дал эпизоду две звезды из пяти, раскритиковав за то, что ему не хватает направления после его первоначальной предпосылки. Он считал, что центральная идея эпизода заключается в том, что «мужская дружба неизменно обладает гомоэротическими изменениями», но эта идея не была хорошо изучена. Пауэр раскритиковал технологию виртуальной реальности как чрезмерно использованную по сравнению с предыдущими эпизодами «Чёрного зеркала».